# Mary Midgley
Mary Beatrice Scrutton, coneguda com a Mary Midgley (Londres, 13 de setembre de 1919 - Newcastle upon Tyne, 10 d'octubre de 2018), va ser una filòsofa anglesa especialista en ètica.

## Biografia
Va ser sènior lecturer en Filosofia a la Universitat de Newcastle upon Tyne i és coneguda pel seu treball en ciència, ètica i drets dels animals. L'any 1938 va ingressar al Somerville Collage Oxford on va coincidir amb altres dones filòsofes com Iris Murdoch, Elizabeth Anscombe i Philippa Foot. Se la coneix principalment per la seva posició crítica contra el cientifisme, la fe cega en la ciència com a estratègia única per a respondre qualsevol pregunta.
Va escriure el seu primer llibre, Beast And Man (1978), quan tenia més de cinquanta anys. Des de llavors va escriure més de quinze llibres, entre altres Animals And Why They Matter (1983), Wickedness (1984), The Ethical Primat (1994), Evolution as a Religion (1985), i Science as Salvation (1992). Va ser investida doctor honoris causa per les universitats de Durham i Newcastle. La seva autobiografia, The Owl of Minerva, es va publicar en 2005.

## Publicacions
- Beast And Man: The Roots of Human Nature. Routledge, 1978; revised edition 1995. ISBN 0-415-28987-4
- Heart and Mind: The Varieties of Moral Experience. Routledge, 1981. ISBN 0-415-30449-0
- Animals And Why They Matter: A Journey Around the Species Barrier. University of Geòrgia Press, 1983. ISBN 0-8203-2041-2
- Wickedness: A philosophical Essay. Routledge, 1984. ISBN 0-415-25398-5
- with Judith Hughes. Women's Choices: Philosophical Problems Facing Feminism. Weidenfeld and Nicolson, 1983. ISBN 0-312-88791-4
- Evolution as a Religion: Strange Hopes and Stranger Fears. Routledge, 1985; reprinted with new introduction 2002. ISBN 0-415-27832-5 This is dedicated "to the memory of Charles Darwin who never said these things."
- Can't We Make Moral Judgements?. Bristol Press, 1989. ISBN 1-85399-166-X
- Wisdom, Information and Wonder: What Is Knowledge For?. Routledge, 1989. ISBN 0-415-02830-2
- Science As Salvation: A Modern Myth and Its Meaning. Routledge, 1992. ISBN 0-415-10773-3 (also available here as a Gifford Lectures sèries)
- The Ethical Primat: Humans, Freedom and Morality. Routledge, 1994. ISBN 0-415-13224-X
- Utopias, Dolphins and Computers: Problems of Philosophical Plumbing. Routledge, 1996. ISBN 0-415-13378-5
- Science And Poetry. Routledge, 2001. ISBN 0-415-27632-2
- Myths We Live By. Routledge, 2003. ISBN 0-415-34077-2
- The Owl of Minerva: A Memoir. Routledge, 2005. ISBN 0-415-36788-3 (Midgley's autobiography)
- editor. Earthy Realism: The Meaning of Gaia. Imprint Academic, 2007. ISBN 1-84540-080-1
- The Solitary Self: Darwin and the Selfish Gene. Acumen, 2010. ISBN 978-1-84465-253-2
- Are you an Illusion?. Acumen, 2014. ISBN 978-1844657926
- What Is Philosophy for?. Bloomsbury Academic, 2018.